# Elám uralkodóinak listája

## Avani dinasztia (pontos évszámok nem ismertek)
- Peli (i. e. 2500 körül)
- Tata (nincs pontos dátum)
- Ukku-Takhes (nincs pontos dátum)
- Kisur (nincs pontos dátum)
- Susuntarana (nincs pontos dátum)
- Napilhus (nincs pontos dátum)
- Kikkuszivetemti (nincs pontos dátum)
- Luhissan (nincs pontos dátum)
- Helu (nincs pontos dátum)
- Hita (nincs pontos dátum)
- Kutik-Insusinak (nincs pontos dátum, akkád forrásokban Puzur-Insusinak)

### Hamaszi dinasztia (kb. i. e. 2530 - i. e. 2030
- Hatanis
- Zizi
- Ur-Adad
- Ur-Ishkur (i. e. 2041 előtt - i. e. 2037 után)
- Varad-Nannar (2037 után)

## Szimaski dinasztia (pontos évszámok nincsenek)
- I. Girnamme
- I. Taszitta
- I. Eparti
- II. Taszitta
- II. Girnamme (i. e. 2030 körül)
- Lurakluhhan (i. e. 2030 - i. e. 2020 körül)
- I. Tanruhuratir
- Enpiluhhan (i. e. 2010 körül)
- Hutran-Temti (nincs pontos dátum)
- Kindattu (nincs pontos dátum, I. Tanruhuratir fia)
- I. Indattu-Insusinak (nincs pontos dátum)
- II. Tanruhuratir
- II. Indattu-Insusinak (nincs pontos dátum)
- Indattunapir (nincs pontos dátum)
- Indattu-Temti (i. e. 1930 körül)

### Ansan dinasztia (i. e. 2350 - i. e. 1970 körül)
- Ismeretlen nevű ansani uralkodó (i. e. 2305 körül), akit Narám-Szín győzött le
- Salabum (i. e. 2070 - 2060 körül) Sulgi lányának férje
- Libum
- Ismeretlen nevű ansani uralkodó Su-Szín leányának férje
- Ismeretlen nevű ansani uralkodó Ibbí-Szín leányának férje
- I. Kutir-Nahhunte (i. e. 2000 körül)
- Ismeretlen nevű ansani uralkodó Su-ilísu iszíni király kortársa
- II. Eparti (i. e. 1970 körül)

## Eparti-dinasztia (i. e. 1970 - i. e. 1500 körül)
- I. Eparti (pontos dátumok ismeretlenek)
- II. Eparti (i. e. 1970 körül)
- Silhaha
- Palarissan (i. e. 1930 körül)
- Kukszanit
- Attahusu
- Tetepmada
- Kukkirvas
- Temszanit
- Kuk-Nahhunte
- I. Kuknasur
- Sirukduh
- I. Simutvartas (i. e. 1772 – i. e. 1770)
- Szivepalarhupak (i. e. 1765 körül)
- I. Kuduzulus
- II. Kutirnahhunte
- Attamerahalki
- II. Tata
- Lilairtas (I. Kuduzulus fia)
- Temtiagun (II. Kutirnahhunte fia)
- Kutirsilhaha
- II. Kuknaszur
- Temtiraptas
- II. Simutvartas
- Sirtuh
- II. Kuduzulus
- Tanuli
- Temtihalki
- III. Kuknasur
- Kutikmatlat

## Kidinuid dinasztia (i. e. 1500 - i. e. 1400 körül)
- Kidinu
- Insusinakszunkir-nappipir
- III. Tanruhuratir
- Salla
- Temtiahar (I. Kadasman-Enlil kortársa)

## Igehalkid-dinasztia:i. e. 1350–i. e. 1200
- Attahalki
- Aggarkittah
- Igehalki: i. e. 1350 – i. e. 1330
- Pahirissan i. e. 1330 – i. e. 1310
- I. Kiddinhutran
- Attarkittah i. e. 1310 – i. e. 1300
- I. Humbannumena i. e. 1300 – i. e. 1275
- Untas-Napirisa i. e. 1275 – i. e. 1240
- II. Pahirissan
- Unpatar-Naprisa i. e. 1240 – i. e. 1235
- II. Kiddinhutran i. e. 1235 – i. e. 1210

## Shutrukid-dinasztia: (körülbelül i. e. 1210 – i. e. 970)
- Hallutus-Insusinak i. e. 1210 – i. e. 1185
- Sutruknahhunte i. e. 1185 – i. e. 1155
- III. Kutirnahhunte i. e. 1155 – i. e. 1150
- Silhak-Inshusinak: i. e. 1150 – i. e. 1120
- Hutelutus-Inshusinak i. e. 1120 – i. e. 1110
- Silhinahamru-Lakamar i. e. 1110 –?
- II. Humbannimena
- II. Sutruknahhunte
- Karaindas
- Már-bíti-apal-uszur

## Késő elámi-dinasztia (kb. i. e. 830 – i. e. 521)
- Ismeretlen nevű elámi uralkodó V. Samsi-Adad idejében
- Hallusu-Insusinak
- Humbantahrah (i. e. 742-ig)
- Humbannikas i. e. 743 – i. e. 717
- II. Sutruknahhunte i. e. 717 – i. e. 694[1]
- Hallusu-Insusinak i. e. 694 – i. e. 693[1]
- IV. Kutirnahhunte i. e. 693 – i. e. 692[1]
- III. Humbannimena i. e. 692 – i. e. 689[1]
- I. Humbanhaltas i. e. 689 – i. e. 681
- II. Humbanhaltas i. e. 681 – i. e. 680
- II. Humbanhaltas és Shilhak-Inshushinak közösen i. e. 680 – i. e. 676
- Silhak-Insusinak és Urtaku közösen i. e. 676 – i. e. 664
- Silhak-Inshusinak és Tempthumban-Insusinak közösen i. e. 664 – i. e. 653
- II. Attahumma-Insusinak és Humbanigas közösen: i. e. 653 – i. e. 651
- Attahumma-Insusinak és Tammaritu közösen i. e. 651 – i. e. 649
- Attahumma-Insusinak és Indabigas közösen i. e. 649 – i. e. 648
- Indabigas i. e. 648 – i. e. 647
- III. Humbanhaltas i. e. 647 – i. e. 644